# Cầu Ngọc Tháp
Cầu Ngọc Tháp là một cây cầu bắc qua sông Hồng trên tuyến đường Hồ Chí Minh, nối thị xã Phú Thọ và huyện Tam Nông thuộc tỉnh Phú Thọ.
Cầu có kết cấu bê tông cốt thép và bê tông cốt thép dự ứng lực. Chiều dài cầu là 1.051 m, bao gồm cả đoạn cầu vượt đường sắt Hà Nội - Lào Cai, chiều rộng là 12 m. Tĩnh không của cầu cao 7 m, rộng 50 m.
Công trình có tổng mức đầu tư là 1.362 tỷ đồng, được khởi công vào ngày 20 tháng 5 năm 2009 và khánh thành ngày 9 tháng 10 năm 2011.